# Ferrari Mondial
Ferrari Mondial — спортивний автомобіль з посадковою формулою 2+2, що виготовлявся італійською компанією Ferrari з 1980 по 1993 рік. Вона прийшла на зміну кутастій 208/308 GT4. Назва "Mondial" походить від історії Феррарі — від назви знаменитого гоночного автомобіля початку 1950-х 500 Mondial. Попри те, що дизайн його попередника розробляло ательє Bertone, дизайн Ferrari Mondial розробляла Pininfarina. Автомобіль мав виглад середньомоторного купе або кабріолета з двигуном V8 2,9 л 214 к.с. або 240 к.с., 3,2 л 270 к.с. і 3,4 л 300 к.с.

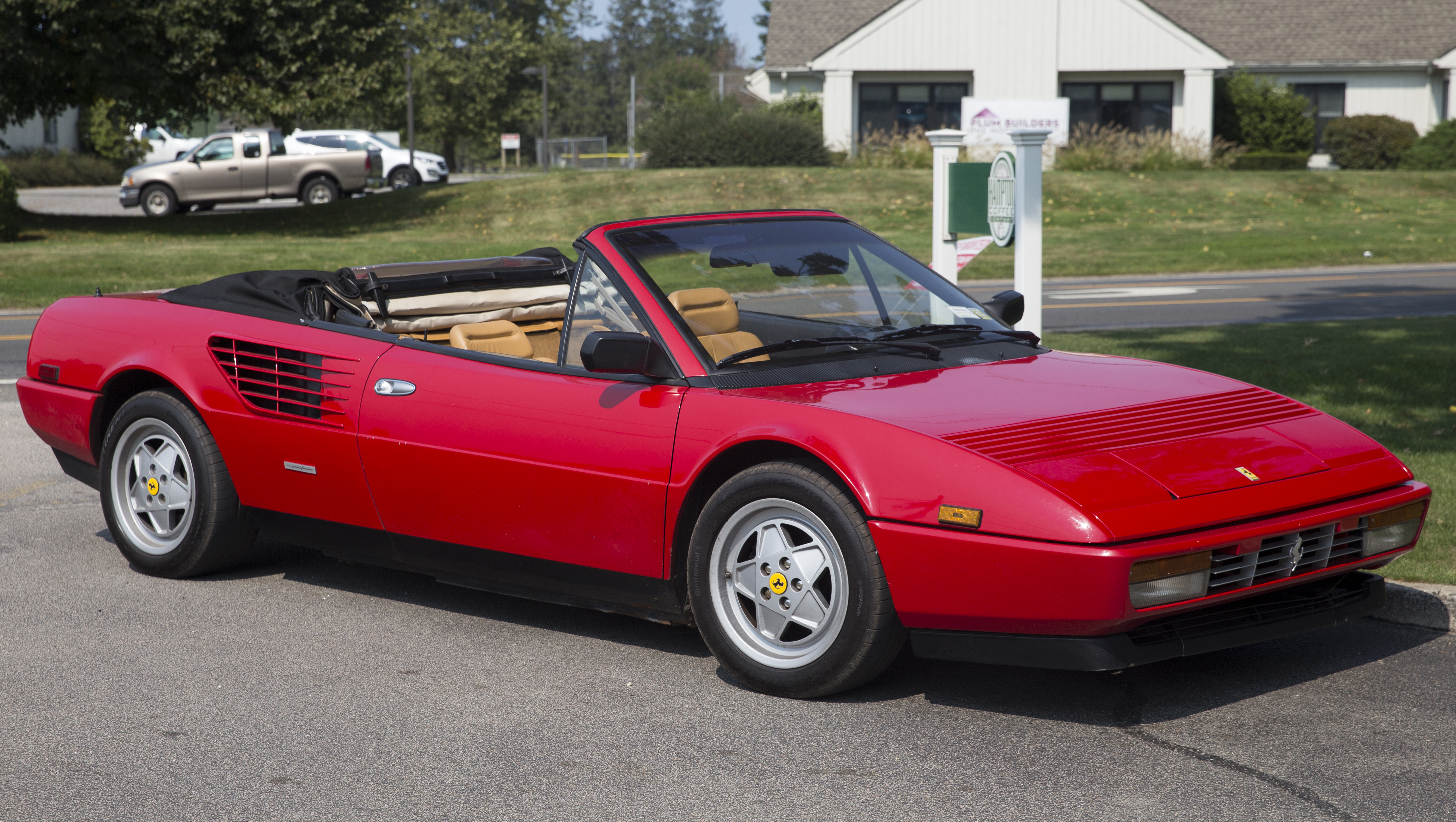
Ferrari Mondial 3.2 в кузові кабріолет

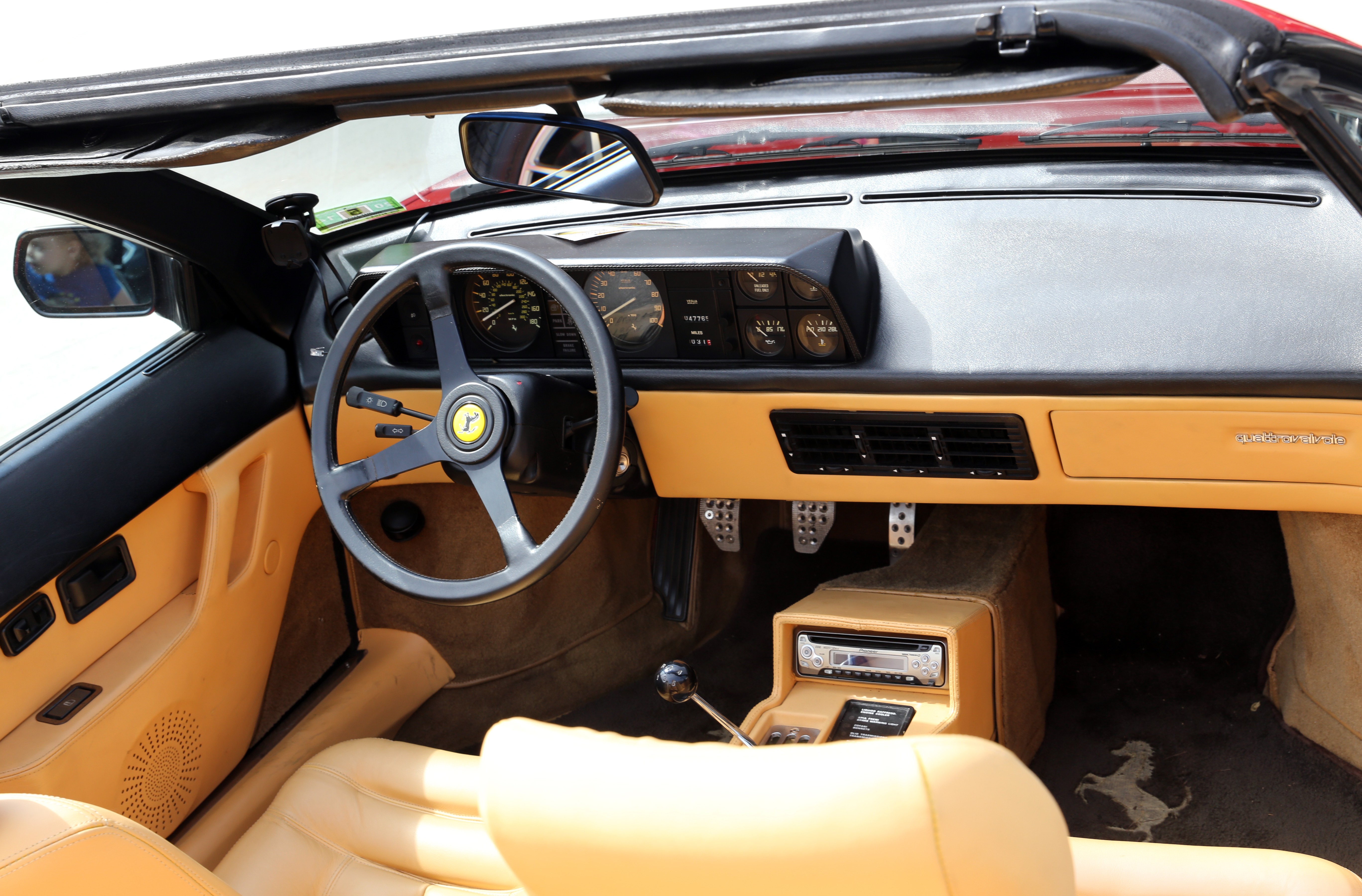

Mondial був виготовлений в досить великих для Ferrari кількостях, всього за 13 років було виготовлено більше ніж 6800 екземплярів, що робить його одним із найбільш комерційно успішних моделей Ferrari.

## Двигуни
- 2.9 L Tipo F106B FI V8 214 к.с. (Mondial 8)
- 2.9 L Tipo F105A 32V V8 240 к.с. (Mondial QV (Quattrovalvole))
- 3.2 L Tipo F105C 4v V8 270 к.с. (Mondial 3.2)
- 3.4 L Tipo F119D/G V8 300 к.с. (Mondial t)